# Frank Reiche
Frank Reiche (* 1. Dezember 1949 in Berlin; † März 2020) war ein deutscher Boxer. Er war deutscher Meister im Mittelgewicht.

## Leben
Reiche wuchs in Berlin auf. Im Alter von 13 Jahren bestritt er seinen ersten Boxkampf. Er begann eine Lehre zum Rohrleger, brach diese mit 17 Jahren aber ab und wurde Polizist. Er stand weiterhin als Amateurboxer im Ring. Er begann seine Laufbahn als Berufsboxer im Oktober 1969 mit einem Sieg über Georg Binder. Im Mai 1973 stand er in Wiesbaden Randolph Hombach im Kampf um den deutschen Meistertitel im Superweltergewicht (Junior-Mittelgewicht) gegenüber, verlor aber umstritten nach Punkten. Mitte März 1974 bot sich ihm eine abermalige Möglichkeit, deutscher Meister zu werden, diesmal im Mittelgewicht. Reiche traf in Köln auf Hans-Dieter Schwartz aus Essen und bezwang diesen vor den Augen Max Schmelings durch K. o. in der dritten Runde. Der Mittelgewichtstitel war vakant, da Eckhard Dagge wegen einer Krankheit nicht antreten konnte.
Im Februar 1976 kämpfte Reiche gegen den Briten Bunny Sterling um den Europameistertitel im Mittelgewicht. In der 13. Runde ging der Berliner zu Boden, wurde angezählt, stand aber wieder auf. Der italienische Ringrichter brach den Kampf ab, da seiner Aussage nach Reiche schwer getroffen und nicht kampffähig war. Reiche sah das anders und schleuderte vor Wut den über dem Ringpfosten hängenden Siegerkranz in die Zuschauerränge. Einem Vertreter des Bundes Deutscher Berufsboxer zufolge hatte der Ringrichter beim Anzählen sowie beim Anzeigen des Kampfabbruchs einen Regelverstoß begangen. Ende Januar 1977 trat Reiche zur Verteidigung des deutschen Meistertitels gegen Peter Scheibner ein und lieferte sich mit ihn in der Bremer Stadthalle einen Kampf, der für Aufsehen sorgte. „Was Reiche und Scheibner an boxtechnischen Bravourstücken, an körperlichem Einsatz und an Schlagkraft boten, ist von zwei deutschen Preisfightern lange nicht gezeigt worden“, ordnete das Hamburger Abendblatt das Duell ein, welches „mit unerbittlicher Härte“ geführt wurde. Reiche musste zweimal angezählt werden, Scheibner sechsmal. Mit einer Links-rechts-Kombination schlug Reiche seinen Gegner in der neunten Runde zu Boden und gewann durch K. o.
Ende September 1977, traf Reiche, der nach wie vor seinen Titel als deutscher Mittelgewichtsmeister hielt, erneut auf Sterling, der allerdings nicht mehr Europameister war, verlor aber wieder. Wegen einer Verletzung an Reiches Augenlid wurde der Kampf in der vierten Runde abgebrochen.
Anfang Dezember 1977 verteidigte er in Hamburg zwar seinen deutschen Meistertitel im Mittelgewicht gegen Wolfgang Gans, hatte aber während des Kampfes eigener Aussage nach erwogen, aufzugeben und seine Boxlaufbahn zu beenden. Er siegte letztlich deutlich nach Punkten und erhielt für den Titelkampf eine Börse in Höhe von 10 000 DM. Im November 1978 verlor Reiche in Berlin seinen Meistertitel an Frank Wissenbach. Reiche, der für den Kampf mit einer Gage von 30 000 DM entlohnt wurde, verkündete anschließend seinen Rücktritt als Berufsboxer. Er wurde dann als Immobilienmakler tätig.